# كاينار
كاينار (بالقيرغيزية: Кайнар)‏ هي قرية في طلاس أوبلاستي في قيرغيزستان. بلغ عدد سكانها حوالي 1,394 نسمة عام 2009.